# Helle Virkner
Helle Virkner (15 de septiembre de 1925 – 10 de junio de 2009) fue una actriz y política socialdemócrata danesa, esposa del primer ministro danés Jens Otto Krag. Es recordada por sus papeles televisivos de la Sra. Olsen en Huset på Christianshavn, y el de Elisabeth Friis en Matador.

## Biografía

### Inicios
Su nombre completo era Helle Genie Virkner, y nació en Aarhus, Dinamarca, siendo sus padres Moritz Lotinga (1893-1946), un terrateniente judío, y Ellen Larsine Rasmussen (1903-1990). Pasó sus primeros cinco años de vida en Ry, mudándose después a Rosenvænget, Copenhague, con su madre. Más adelante cursó estudios en la escuela Ingrid Jespersen.

### Carrera como actriz
Tras su graduación escolar, trabajó como extra en el Folketeatret y en el Det Ny Teater. Entre 1944 y 1946 acudió a la escuela del Teatro Real de Copenhague, donde debutó en 1945 con el papel de Gudrun en "Parasitterne".
Fue protagonista de muchas producciones cinematográficas danesas, y actuó también para la televisión, con papeles relevantes en Huset på Christianshavn (1970-77) y Matador (1978-81).
En 1963 Virkner obtuvo el Premio Bodil a la mejor actriz por su actuación en la película Den kære familie.
En 1972 actuó en el Cirkusrevyen, un trabajo relevante, ya que en la época era la esposa del primer ministro.
En 1982, junto a Erik Breiner, fue directora del ABC Teatret, siendo la única directora entre 1992 y 1993. Como actriz teatral, en los años 1980 participó en obras como Arsénico y encaje antiguo, La casa de Bernarda Alba y La loca de Chaillot. Entre 1992 y 1993 trabajó en el Folketeatret, actuando en Inden for murene y Robert og Judith, tras lo cual finalizó su carrera teatral. Hizo su último papel cinematográfico en el año 2003.
Helle Virkner, además, escribió los libros de memorias "Scenen skifter" (1968), "Hils fra mig og kongen" (1994) y "Billeder fra mit liv" (1996).

### Política
Como esposa de un primer ministro, Helle Virkner tuvo obligaciones de representación, siendo quizás la más conocida la ocasión en que recibió en 1964 en su casa de Frederiksberg al Presidente de la Unión Soviética Nikita Jrushchov.
La carrera de Virkner en la política se inició cuando, durante una caminata en Frederiksberg, un votante socialdemócrata la detuvo para invitarla a presentarse a las elecciones municipales. Tras una campaña electoral con el apoyo del Ministro de Medio Ambiente Helge Nielsen y por el candidato parlamentario Klaus Ebbesen, obtuvo un puesto en el Consejo Municipal de Frederiksberg en representación socialdemócrata, asumiendo el cargo el 1 de abril de 1974. Formó parte del consejo municipal hasta el año 1982. Además, en 1981 fue nombrada candidata principal del partido para las Elecciones Municipales, aunque no resultó elegida.

### Últimos años y vida personal
A partir de 1994 también se dedicó a dar conferencias, y recibió un Premio Bodil en 2007.
A Helle Virkner le diagnosticaron en 2008 un cáncer, falleciendo un año después a causa de sus complicaciones en Charlottenlund, Dinamarca. Tenía 83 años, y fue enterrada en el Cementerio Ordrup.
Helle Virkner se casó tres veces: primero con el actor William Rosenberg, entre 1946 y 1949; después con otro actor, Ebbe Rode, entre 1949 y 1958; y, finalmente, con el primer ministro danés Jens Otto Krag desde 1959 a 1973, con el que se casó en Roquebrune-Cap-Martin. Con él tuvo dos hijos, Jens Christian Krag (nacido el 21 de junio de 1960) y Søsser Krag.

## Filmografía (selección)
- 1942 : Søren Søndervold
- 1943 : En pige uden lige
- 1944 : Frihed, lighed og Louise
- 1944 : Otte akkorder
- 1944 : Spurve under taget
- 1946 : Så mødes vi hos Tove
- 1947 : My name is Petersen
- 1947 : Ta', hvad du vil ha'
- 1948 : Penge som græs
- 1948 : Hvor er far?
- 1949 : For frihed og ret
- 1953 : Solstik
- 1954 : Hendes store aften
- 1954 : Himlen er blå
- 1955 : Bruden fra Dragstrup
- 1955 : På tro og love
- 1956 : Kispus
- 1956 : Tante Tut fra Paris
- 1957 : Amor i telefonen
- 1957 : Englen i sort
- 1958 : Mor skal giftes
- 1958 : Over alle grænser
- 1959 : Poeten og Lillemor
- 1959 : Tre må man være
- 1959 : Onkel Bill fra New York
- 1960 : Poeten og Lillemor og Lotte
- 1961 : Cirkus Buster
- 1961 : Poeten og Lillemor i forårshumør
- 1961 : Støv på hjernen
- 1962 : Det støver stadig
- 1962 : Den kære familie
- 1963 : Støv for alle pengene
- 1963 : Peters landlov
- 1964 : Døden kommer til middag
- 1965 : Landmandsliv
- 1965 : Passer passer piger
- 1965 : Mor bag rattet
- 1966 : Gys og gæve tanter
- 1968 : Det var en lørdag aften
- 1970 : Oktoberdage
- 1970 : Rend mig i revolutionen
- 1971 : Tjærehandleren
- 1971 : Olsen Banden i Jylland
- 1971 : Ballade på Christianshavn
- 1972 : Olsen Bandens store kup
- 1973 : Olsen Banden går amok
- 1974 : Nitten røde roser
- 1976 : Kassen stemmer
- 1978-1981 : Matador
- 1977 : Pas på ryggen, professor
- 1983 : De uanstændige
- 1994 : Riget 1
- 1997 : Riget 2
- 2000 : Blinkende lygter
- 2001 : Trækfugle
- 2003 : Se dagens lys